# アナ・ブルナビッチ
アナ・ブルナビッチ（ローマ字：Ana Brnabić、セルビア語：Ana Brnabić、1975年9月28日 - ）は、セルビアの政治家であり、2017年から2024年までセルビア共和国第5代首相を務めた。彼女はセルビア初の女性首相である。

## 経歴
ベオグラードで生まれた。米国のノースウッド大学で学士を取得した後、イギリスのハル大学で修士号を取得。卒業後はUSAIDを含む海外の国際機関、セルビア国内の企業で勤務していた。
2016年8月に行政・地方自治大臣に任命された。2017年に首相に就任した際に自身は親欧州主義でテクノクラート推進派であると語った。2018年5月、財務大臣であったドゥシャン・ヴヨノヴィッチの辞任に伴い、首相として財務大臣代行を兼任する。
ドイツ国営の放送局であるドイチェ・ヴェレでのインタビューでスルプスカ共和国軍の行為であったスレブレニツァの虐殺の存在について、全く存在しなかったと発言する。その後、国際司法裁判所は虐殺について、彼女が虐殺の存在を否定したと非難した。
コソボとの外交に関して、記者会見で「私達は武力を使用しない事も願っているが、嵐作戦のような紛争は二度と望まない」と述べた。対立国であるコソボの外務大臣は人種差別者である彼女の入国を許可しないと意向を示した。
LGBTの法改正については、他の政治改革を優先するため、LGBTの法改正を推進するつもりはないと述べた。一部のLGBT活動家は彼女がLGBTの平等を主張できなかったと語っている。
2022年4月3日に執行された議会選挙は一部選挙区で投票やり直しが生じた影響で結果確定が7月5日にずれ込んだものの、進歩党を含む政党連合・我々は共に何でもできるは250議席中120議席を獲得し、過半数には及ばなかったものの最大勢力となった。これを受け8月27日にアレクサンダル・ヴチッチ大統領より新内閣の樹立を要請され、首相続投が決まった。
2022年9月27日に実施された故安倍晋三国葬儀に参列した。2024年3月20日に国会議長に選出されたため、首相を退任。
- マケドニアのゾラン・ザエフ首相と（2017年11月21日）
- クロアチアのアンドレイ・プレンコビッチ首相と（2018年6月16日）
- ベオグラードで行われたプライド・パレードに参加（2019年9月15日）

## 私生活
セルビア人の政治家として初めて、レズビアンである事を公表した。自身のパートナーであるミリツァ・ジュルジッチは2019年に男児を出産した